# Plocepasser superciliosus
Il tessitore passerino capocastano (Plocepasser superciliosus (Cretzschmar, 1827)) è un uccello della famiglia dei Ploceidi originario della fascia di territorio che va da Senegal e Gambia fino all'Eritrea, all'Etiopia e alle regioni occidentali del Kenya.